# Jaume March
Jaume March II, Señor de Arampruñá y poeta. Hijo de Jaume March I y Guillemona d'Esplugues. 

## Biografía
Jaume March II nació en Valencia hacia el 1336: “La fecha de nacimiento de Jaume –escribe Jaume J. Chiner- probable segundo hijo del matrimonio formado por su padre con Guillemona d’Esplugues, puede establecerse basándose en primer lugar en la celebración de la boda de sus padres poco antes del mes de febrero de 1334 y, en segundo lugar, en que sus hermanos Arnau –el primogénito- y Pere –el padre de Ausiàs- debieron nacer hacia 1334-1335 y 1337-1338, respectivamente”.
A mediados del siglo XIV Jaume March II se trasladó a vivir a Barcelona, participando desde muy joven en el gobierno municipal: fue jurado del Consejo de Ciento en 1358 y 1360, y obrero de la ciudad de Barcelona, cargo este último que abandonó cuando su padre fue armado caballero de San Jorge, ya que pasaba de ciudadano honrado al estamento nobiliario, y por tanto, no podía acceder a cargos públicos.
Jaume March II luchó en la guerra contra Castilla (1356-1369), conocida como la guerra de los dos Pedros, formando parte en 1363 de una compañía de nobles catalanes, entre los que figuraban Felip Dalmau de Rocabertí, vizconde de Rocabertí, Bernat de So y Arnau d’Erill; durante el sitio de Murviedro de 1365 Jaume March II escribió el poema Debat entre Honor e Delit (Debate entre Honor y Deleite).
“Conseller” (consejero) y ujier de armas de Pedro el Ceremonioso, en 1376 Jaume March II fue armado caballero, llevando a cabo misiones de confianza en Mallorca y Navarra. Interesado por la vida parlamentaria, asistió como diputado de la Diputación General de Cataluña en las Cortes de Monzón del 1358-1359 por el brazo militar. 
El 20 de febrero de 1393 Jaume March II recibió de Juan I el encargo de organizar unos juegos florales similares a los de Tolosa de Languedoc, los juegos de la Gaya Ciencia (Alegre Ciencia), encargo compartido con el barcelonés Lluís d’Aversó, autor del Torcimany (El Intérprete).
Del poeta Jaume March se conservan seis poesías y tres poemas alegóricos de tema amoroso y caballeresco: el ya citado Debat entre Honor e Delit, La Joiosa Guarda (La Gozosa Guardia) y El Rauser de la Vida Gaia (El Rosal de la Vida Gozosa). Fue el autor del Llibre de concordances (Libro de concordancias), diccionario de rimas para el estudio de la poética y la lexicografía catalanas antiguas, que dedicó a Pedro el Ceremonioso, y de Cobles de Fortuna (Coplas de Fortuna).
Jaume March II murió en Barcelona en 1410, tras otorgar testamento a favor de su hijo Lluís el 2 de diciembre de 1409. Recibió sepultura en la capilla de los March, en el convento de los frailes predicadores de Barcelona.
De su matrimonio con Serena de Gualbes tuvo 4 hijos: 
- Joan March.
- Pere March, casado con Elionor Ballester, hija de Arnau Ballester, señor de la baronía de Cervelló, y de Alamandina.
- Lluís March, señor de Arampruñá, casado con Serena Marquet, hija del vicealmirante catalán Galceran Marquet y Joaneta de Coromines.
- Clara March, casada con Marc de Puigmoltó, señor de Puigmoltó, hijo de Marc de Puigmoltó y Constança.